# Кристијан Шекуларац
Кристијан Шекуларац (фр. Kristian Šekularac; Лондон, 7. децембар 2003) је швајцарски професионални фудбалер који игра на позицији везног играча у клубу Премијер лиге ФК Фулам. Прабратанац је Драгослава Шекуларца.

## Клупска каријера
Шекуларац је био члан подмладка у Сервету у Швајцарској, пре него што се придружио Јувентусу у Италији у јануару 2020. године. Овај потез је имао значај за породицу Шекуларац јер је, пет деценија раније, власник Јувентуса Ђани Ањели покушао да потпише Кристијановог прастрица Драгослава Шекуларца из Црвене звезде, али је тај потез блокирала југословенска држава. Кристијан је играо за Јувентус У23 у сезони 2021–22.
У јулу 2022. године, Шекуларац се придружио Фуламу у Енглеској. У новембру је био укључен у први тим Фулама и додат је у састав тима на дан утакмице за меч Премијер лиге против Манчестер јунајтеда 13. новембра исте године.

## Међународна каријера
Шекуларац је играо за репрезентацију Швајцарске У16 од јула 2018. године. 2021. г. је позван у швајцарски У18 тим.

## Лични живот
Рођен у Лондону, има швајцарски пасош, а такође има право да игра на међународном нивоу за Северну Македонију или Србију. Унук је фудбалера Мирка Шекуларца, млађег брата југословенског репрезентативца и прослављеног фудбалског тренера Драгослава Шекуларца.